# Aloran
Aloran est une localité de la province du Misamis occidental, aux Philippines. En 2015, elle compte 27 625 habitants.